# Numerisk integrering
Numerisk integrering (även numerisk integration eller numerisk kvadratur) är beräkningen av integraler med hjälp av numeriska metoder. En integral kan beräknas exakt om tillhörande primitiva funktion är känd, men för de flesta funktioner existerar ingen enkel primitiv funktion. Numerisk integrering innebär att integranden (den funktion som ska integreras) i stället approximeras med en enklare funktion vars primitiva funktion är känd, exempelvis ett polynom.
Studiet av effektiva metoder för numerisk integrering är ett huvudområde inom numerisk analys.

## Endimensionella integraler

### Linjär approximation
Integrering kan tolkas geometriskt som beräkningen av storleken på ett område som begränsas av kända funktionskurvor. I det grundläggande fallet är området ytan mellan en positiv funktionskurva y = f(x), x-axeln, och två vertikala linjer a och b. Denna integral betecknas
{\displaystyle \int _{a}^{b}f(x)dx.}
Det enklaste sättet att uppskatta denna integral är rektangelmetoden. Ytan approximeras därmed med en rektangel vars bas är b-a och vars höjd är funktionsvärdet för en godycklig punkt c på intervallet [a, b]. Detta ger formeln
{\displaystyle \int _{a}^{b}f(x)dx\approx (b-a)\,f(c).}
Ett alternativ är att approximera ytan som en parallelltrapets, vilket ger upphov till trapetsmetoden och formeln
{\displaystyle \int _{a}^{b}f(x)dx\approx (b-a){\frac {f(a)+f(b)}{2}}.}

### Approximering med polynom
Om funktionsvärdet är känt i n punkter kan dessa användas för att bestämma ett interpolationspolynom av grad n−1. Funktionsvärdena i a, b och mittpunkten m = (a+b)/2 ger exempelvis upphov till ett kvadratiskt polynom P vars integral ges av Simpsons regel
{\displaystyle \int _{a}^{b}f(x)\,dx\approx \int _{a}^{b}P(x)\,dx={\frac {b-a}{6}}\left[f(a)+4f(m)+f(b)\right].}
Rektangelregeln, trapetsregeln och Simpsons regel är specialfall av Newton-Cotes formler, med respektive gradtal 0, 1 och 2. 

## Flerdimensionella integraler
En integral i n dimensioner kan beräknas genom att betrakta den som en endimensionell integral där integranden är en (n-1)-dimensionell integral. På så sätt kan integraler med godtycklig dimension beräknas genom rekursion där basfallet löses med hjälp av valfri endimensionell integreringsmetod.
Nackdelen med den här metoden är att tidsåtgången växer exponentiellt med antalet dimensioner, och den är därför oftast bara praktisk i två eller tre dimensioner. Ett alternativ som fungerar i godtyckligt många dimensioner är Monte Carlo-algoritmer.
- Wikimedia Commons har media som rör numerisk integrering.